# Campionat d'Espanya de motocròs 1959
La temporada de 1959 del Campionat d'Espanya de motocròs fou la 1a edició d'aquest campionat, organitzat per la Reial Federació Motociclista Espanyola. El calendari oficial constava de tres proves puntuables: Vitòria (5 de juliol), Motocròs Ciutat de Manresa (4 d'octubre) i la Casa de Campo de Madrid (29 de novembre).

## Classificació final
Font:

### 250cc
| Posició | Pilot                 | Motocicleta | Punts |
| ------- | --------------------- | ----------- | ----- |
| 1       | José Antonio Elizalde | OSSA        | 18    |
| 2       | Juan Elizalde         | OSSA        | 17    |
| 3       | Pere Pi               | Derbi       | 13    |
| 4       | Ton Costa             | OSSA        | 9     |
| 5       | Oriol Puig Bultó      | Bultaco     | 8     |
| 6       | Salvador Sala         | OSSA        | 3     |
| 7       | Manuel Esteban        | Montesa     | 2     |
| 8       | Josep Roca            | OSSA        | 1     |
| 9       | Nacho Medina          | Montesa     | 1     |

### Superior a 250cc
| Posició | Pilot                | Motocicleta | Punts |
| ------- | -------------------- | ----------- | ----- |
| 1       | Andreu Basolí        | Derbi       | 18    |
| 2       | Josep Antoni Maseras | Sanglas     | 14    |
| 3       | Toni Palau           | Derbi       | 8     |
| 4       | Josep Rajà           | Sanglas     | 7     |
| 5       | Ramon Franch         | Roa         | 4     |
| 6       | Josep Salvà          | Derbi       | 3     |
| 7       | Casimiro Pío         | ?           | 2     |

## Sistema de puntuació
El sistema de puntuació era el mateix que es feia servir aquell any per al Campionat del món de velocitat:
| Posició | 1r | 2n | 3r | 4t | 5è | 6è |
| ------- | -- | -- | -- | -- | -- | -- |
| Punts   | 8  | 6  | 4  | 3  | 2  | 1  |